# ده ردين (ده كردي)
ده ردین (بالفارسية: ده ردین) هي قرية تقع في إيران في البلدة المركزية. يقدر عدد سكانها بـ 167 نسمة بحسب إحصاء 2016.